# María de los Ángeles Higonet
María de los Ángeles Higonet (Darregueira, 22 de diciembre de 1962) es una ingeniera civil y política argentina del Partido Justicialista, que se desempeñó como senadora nacional por la provincia de La Pampa entre 2009 y 2015.

## Biografía
Nació en 1962 en Darregueira (provincia de Buenos Aires) y se recibió de ingeniera civil en la Universidad Nacional de Tucumán en 1988. Ejerció como arquitecta e ingeniera y como docente en una escuela técnica.
Entre 1999 y 2003 fue concejala del municipio pampeano de Guatraché, siendo elegida intendenta en 2007. Entre 2003 y 2007 fue subsecretaria de Cooperativas y Mutuales del Ministerio de Producción de La Pampa, designada por el gobernador Carlos Verna.
En el ámbito partidario fue delegada departamental del Partido Justicialista y congresal provincial.
En las elecciones legislativas de 2009 fue elegida senadora nacional por la provincia de La Pampa, junto a Carlos Verna, con mandato hasta 2015. Ambos integraron un bloque propio, sin sumarse al del Frente para la Victoria.
Fue presidenta de la comisión de Trabajo y Previsión Social, y secretaria de la comisión bicameral permanente asesora federal de Municipios. También fue vocal en las comisiones de Relaciones Exteriores y Culto; de Justicia y Asuntos Penales; de Legislación General; de Asuntos Administrativos y Municipales; de Minería, Energía y Combustibles; de Ciencia y Tecnología; y Banca de la Mujer. Entre 2013 y 2014 fue suplente en el Parlamento del Mercosur.
Fue autora de la ley 27.177 que creó el Instituto Nacional de Prevención, Diagnóstico, Tratamiento e Investigación de Enfermedades Cardiovasculares en el ámbito del Ministerio de Salud de la Nación en 2015.
En las elecciones legislativas de 2015, fue precandidata a senadora nacional por Compromiso Pampeano (espacio cercano al kirchnerismo), compitiendo en la interna del Partido Justicialista contra Peronismo Pampeano de su compañero de banca Verna. Ocupó el cargo de «Unidad de Coordinación con la Organización Internacional del Trabajo-Delegación Parlamentaria Argentina ante la OIT» como directora. El cargo fue disuelto por Gabriela Michetti al ser nombrada vicepresidenta. En 2018 fue designada dada su experiencia parlamentaria asesora del senador por Tucumán José Alperovich.